# Beatriz Alcaine
Beatriz Alcaine Herrera (San Salvador, 6 de febrero de 1965) es una gestora cultural y productora artística salvadoreña.

## Biografía
En 1983, cuando tenía diecisiete años, y en plena guerra civil salvadoreña, la Fuerza Armada de El Salvador la secuestró junto a su hermana Cristina, dos años más pequeña, mientras se encontraban de visita en la capital salvadoreña. Tras permanecer 72 horas desaparecidas, en la cuales fueron torturaron, fueron obligadas a aceptar una confesión en la que afirmaban realizar “actividades subversivas” de apoyo a las guerrillas de izquierda.

### Exilio y regreso a El Salvador:  La Luna Casa y Arte
Tras este acontecimiento se marchó del país. Después de casi once años de permanecer en el exilio entre México, París y Managua, Beatriz Alcaine regresó a su casa de infancia en San Salvador con la idea de crear un espacio que fomentara la creatividad de ideas y pensamientos y  que sirviera de trampolín para los artistas. En 1991 la idea se hizo realidad al abrir La Luna Casa y Arte, un escenario experimental de las distintas ramas del arte; teatro, danza, música y artesanía. Beatriz abrió este espacio junto a un amigo de su madre, el pintor Óscar Soles, en el lugar donde estaba la casa de su infancia. Cada noche había conciertos de metal, punk, salsa o hip hop, que se sumaban a los ciclos de jazz y canción protesta.

### La Casa Tomada
Veinte años después de su apertura, La Luna Casa y Arte cerró sus puertas en septiembre de 2012. Poco después, Alcaine se incorporó al proyecto La Casa Tomada, un proyecto del Centro Cultural de España en El Salvador, que se encontraba ubicado en la Colonia San Benito, un espacio de encuentro artístico para la sociedad salvadoreña. Después de ocho años de gestión cultural cerró puertas La Casa Tomada en el 2019.